# Musca leucoptera
Musca leucoptera este o specie de muște din genul Musca, familia Muscidae. A fost descrisă pentru prima dată de Roser în anul 1840.
Este endemică în Germania. Conform Catalogue of Life specia Musca leucoptera nu are subspecii cunoscute.